# Constitutionnalistes (Finlande)
Les Constitutionnalistes (finnois : Perustuslailliset) est un ensemble de groupes politiques et de personnalités finlandais.

## Histoire
Durant les périodes d’oppression russes, les constitutionnalistes considèrent que les décisions et lois édictées par le Tsar sont anticonstitutionnelles et ne doivent pas être appliquées. Les Constitutionnalistes viennent principalement du Parti jeune finnois et du Parti suédois.
Les principaux meneurs sont Leo Mechelin et Rabbe Axel Wrede.
Un important travail de résistance passive a été effectué par l'organisation secrète Kagaali. 
Les Constitutionnalistes sont arrivés au pouvoir après la Grande grève de 1905.